# میستو تووشکوو
میستو تووشکوو (به چکی: Město Touškov) یک منطقهٔ مسکونی و شهرستان دارای شهرک سابقاً روستا در جمهوری چک است که در ناحیه پلزن-شمالی واقع شده‌است. میستو تووشکوو ۱٬۹۰۳ نفر جمعیت دارد.